# Makuria

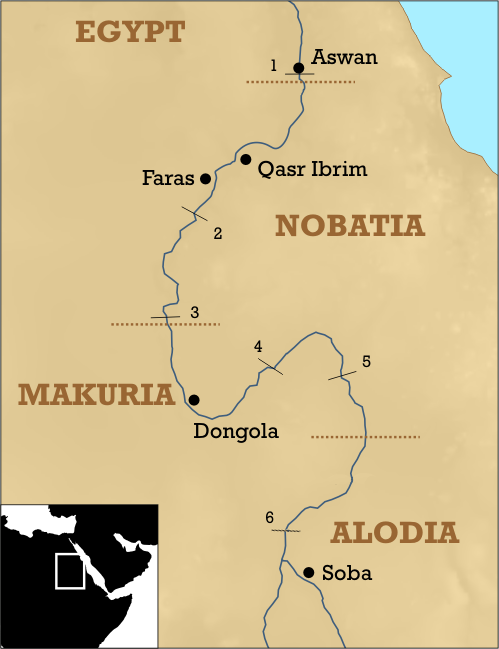
Det kristna Makuria.

Makuria (arabiska: مقرة; al-Mukurra eller al-Muqurra) var ett kungadöme beläget i vad som numera är norra Sudan och södra Egypten mellan 400-talet och 1518. 
Det var ett av de nubiska kungadömena som uppstod århundradena som följde på att Kushitiska kungadömet föll, vilket hade dominerat området från omkring 800 f.Kr. till 350 e.Kr. Makuria täckte ursprungligen området längs Nilen från den tredje katarakten, till någonstans mellan femte och sjätte katarakterna. Staten kontrollerade också handelsvägar, gruvor, och oaser i öst och väst. Dess huvudstad var Dongola (eller Dunqulah), och kungadömet blev stundtals omnämnt med huvudstadens namn.
Mot slutet av 500-talet konverterade kungadömet till kristendomen. På 600-talet intog islamiska arméer Egypten, och Nubien blev därigenom avskuren från den övriga kristenheten. År 651 invaderades landet av en arabisk armé, men denna slogs ned och ett fördrag som kallas bakten undertecknades, vilken upprättade en någorlunda fredlig relation mellan de båda sidorna som varade ända till 1200-talet. Makuria växte, annekterade 707 det norra grannlandet Nobatia, antingen samtidigt som den arabiska invasionen eller under kung Merkurios regeringstid. Perioden från omkring 750 till 1150 var stabil och kungadömet åtnjöt ett stort välstånd. Ökande aggression från Egypten och inbördes oroligheter ledde till statskollaps på 1300-talet. Riket reducerades till en spillra, som slutligen försvann 1518.

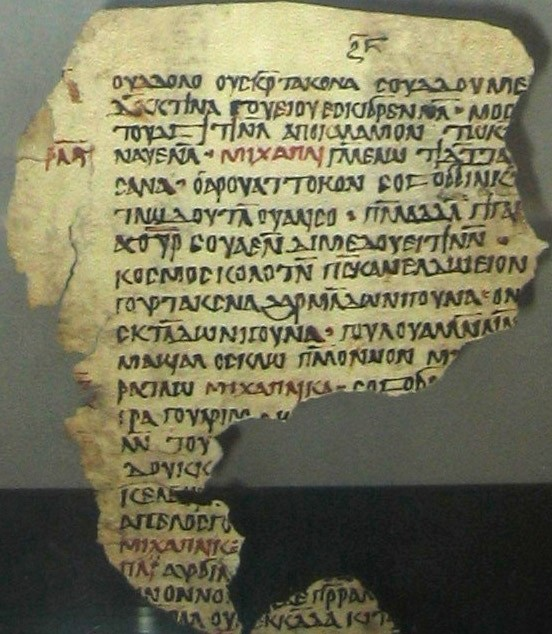
Ett blad från en gammal nubisk översättning av Liber Institutionis Michaelis Archangelis
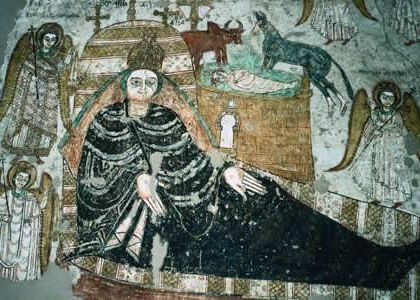
En målning från katedralen i Faras som föreställer Jesu födelse
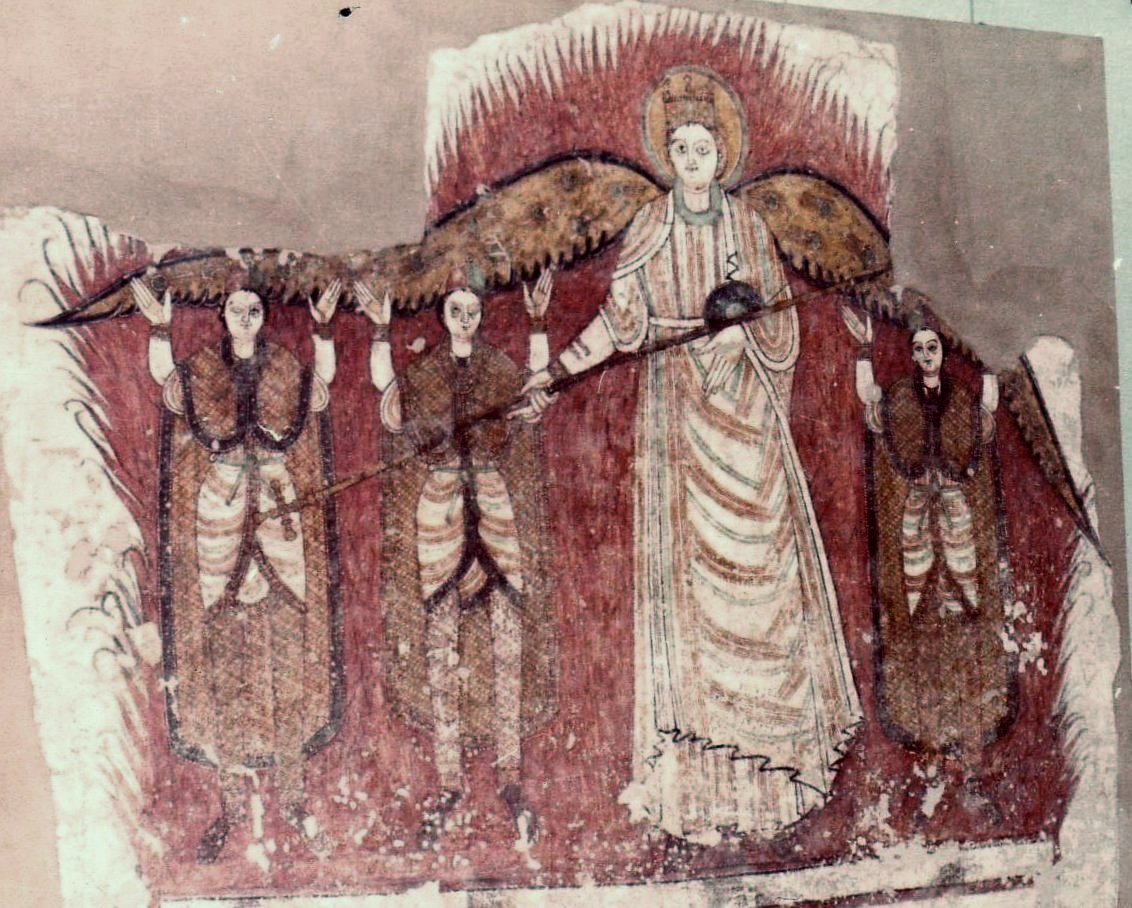
Väggmålning från en nubisk kyrka